# Championnat de France masculin de beach-volley
Championnat de France masculin de beach-volley är det franska mästerskapet i beachvolley för herrar.

## Upplagor[1][2]
| År   | Mästare                  | Tvåa                   | Trea                      |
| ---- | ------------------------ | ---------------------- | ------------------------- |
| 1994 | Burlas-Bouvier           | Tillie-Jurkovitz       | Briandet-Guissart         |
| 1995 | Deulofeu-Meucci          | Douenel-Canet          | Bouvier-Gras              |
| 1996 | Conte-Uguet              | Allard-Feret           | Desgranges-Heuty          |
| 1997 | Penigaud-Glowacz         | Canet-Hamel            | Jodard-Bouvier            |
| 1998 | Canet-Hamel              | Deulofeu-Guissart      | Delaye-Marty              |
| 1999 | Canet-Hamel              | Znatchkowsky-Daguerre  | Conte-Rossi               |
| 2000 | Znatchkowsky-Daguerre    | Deulofeu-Guissart      | Penigaud-Jodard           |
| 2001 | Deulofeu-Molinier        | Conte-Salvetti         | Ces-Baumgartner           |
| 2002 | Deulofeu-Molinier        | Ces-Salvetti           | Leberre-Znatchkowsky      |
| 2003 | Canet-Hamel              | Conte-Guissart         | Filisetti-Damez           |
| 2004 | Conte-Uguet              | Deulofeu-Molinier      | Ces-Dugrip                |
| 2005 | pas de championnat       | pas de championnat     | pas de championnat        |
| 2006 | Deulofeu-Salvetti        | Ces-Dugrip             | Caravano-Damez            |
| 2007 | Ces-Ces                  | Ventresque-Lacombe     | Auclair-Auclair           |
| 2008 | Ces-Ces                  | Deulofeu-Salvetti      | Maison-Caravano           |
| 2009 | Ces-Ces                  | Lacaze-Peuvrel         | Salvetti-Caravano         |
| 2010 | Lyneel-Brachard          | Salvetti-Dugrip        | Basset-Lemaitre           |
| 2011 | Ces-Ces                  | Brachard-Rowlandson    | Gagliano-Lacombe          |
| 2012 | Alimi-Duée               | Salvetti-Rowlandson    | Lemaitre -Lacaze          |
| 2013 | Salvetti-Daguerre        | Gras-Duée              | Basset-Ullmann            |
| 2014 | Salvetti-Daguerre        |                        |                           |
| 2015 | Di Giantommaso-Thiercy   |                        |                           |
| 2016 | Di Giantommaso-Thiercy   |                        |                           |
| 2017 | Di Giantommaso-Thiercy   |                        |                           |
| 2018 | Di Giantommaso-Silvestre | Basset-Ullman          |                           |
| 2019 | Ayé-Gauthier-Rat         |                        |                           |
| 2020 | Krou-Rowlandson          | Ayé-Gauthier-Rat       | Platre-Loiseau            |
| 2021 | Krou-Barthélémy          | Canet-Rotar            | Platre-Loiseau            |
| 2022 | Ayé-Ayé                  | Legrand-Capet          | Barthélémy-Arnaud Loiseau |
| 2023 | Cattet-Barthélémy        | Altwies-Chouikh-Barbez | Loiseau-Bassereau         |